# Traveler
Traveler és una sèrie dramàtica amb tocs d'acció policial dels Estats Units, que va ser transmesa per l'ABC del 10 de maig de 2007 fins al 18 de juliol del mateix any. Consta de vuit episodis en la seva primera temporada i va ser cancel·lada. Hi ha fans que intenten que TNT compri la sèrie.
La sèrie es va emetre a TV3 i posteriorment al Canal 3XL.

## Argument
Tres amics acabats de graduar de Yale decideixen fer un viatge de carretera per tot Estats Units abans d'haver de posar seny, però en la seva primera arribada a Nova York un d'ells, Will Traveler, els dona als altres dos, Jay Burchell i Tyler Fog un desafiament: patinar pel famós museu Drexler, mentre en Will els grava. Accedeixen i fan la broma, però en sortir del museu reben una trucada d'en Will disculpant-se, i segons després el museu explota.
Jay i Tyler corren fins a l'hotel on s'allotjaven, però troben que totes les coses d'en Will no hi són i quan encenen el televisor veuen que les càmeres de seguretat els van captar fugint del lloc, i l'FBI en veure que els guàrdies del lloc els perseguien els prenen com a sospitosos de l'atemptat, els dos amics fugen de Nova York després de descobrir que no poden provar que en Will Traveler va ser qui va cometre l'atemptat, ni tan sols poden provar que existeix, ja que no hi ha cap registre d'ell ni tampoc tenen cap foto. La sèrie narra com aquests dos amics fugen de l'FBI mentre intenten demostrar la seva innocència.

## Episodis
| # | Títol en català         | Director             | Guionistes     | Data d'estrena als Estats Units | Data d'estrena a Catalunya |  |
| 1 | Pilot                   | David Nutter         | David DiGilio  | 10 de maig de 2007              | ?                          |  |
| Després de ser inseparables els últims dos anys, en Jay Burchell, en Tyler Fog i en Will Traveler, acabats de llicenciar, fan un viatge per carretera cap a Nova York. En un dels museus d'art més antics de la ciutat una broma innocent ho capgira tot. En Jay i en Tyler es corden els patins i fan una cursa per dins i per fora del museu; i just després de sortir explota l'edifici. En Jay i en Tyler sobreviuen, però són inculpats de terrorisme. Llavors s'adonen que el seu "amic" Will els ha parat un parany. Com que no troben cap rastre ni prova que demostri que existeix, en Jay i en Tyler s'han d'escapar de la ciutat. Mentre l'FBI els busca per terrorisme, els dos amics, hauran de respondre dues preguntes per demostrar la seva innocència: qui és en Will Traveler? I per què els ha fet això? En Jay i en Tyler busquen pistes en el present i en el passat i de mica en mica van destapant una conspiració on amics seus i familiars hi estan implicats. I això posa en dubte la mateixa naturalesa de la democràcia nord-americana. |                         |                      |                |                                 |                            |  |
| |                         |                      |                |                                 |                            |  |
| 2 | El refugi               | David DiGilio        | Fred Gerber    | 30 de maig de 2007              | ?                          |  |
| Incriminats per un atac terrorista, en Jay i en Tyler fugen de Nova York i ara els busca l'FBI. Aconsegueixen escapar-se al refugi privat del pare d'en Tyler, en Carlton, però comencen a dubtar de la lleialtat de l'agent d'autoritat que ha contractat en Carlton per protegir-los. Els agents de l'FBI interroguen la Kim, la nòvia d'en Jay. |                         |                      |                |                                 |                            |  |
| |                         |                      |                |                                 |                            |  |
| 3 | New Haven               | Charlie Craig        | Marcos Siega   | 6 de juny de 2007               | ?                          |  |
| En Tyler i en Jay s'arrisquen a ser enxampats quan tornen a New Haven a recollir objectes que els podrien exculpar de l'atemptat terrorista i que implicarien en Will en tot l'afer. Paral·lelament, en Carlton compareix en conferència de premsa per justificar la seva implicació en l'ocultació del seu fill. La vida quotidiana de la Kim comença a trontollar mentre busca proves de l'existència de l'evasiu Will. |                         |                      |                |                                 |                            |  |
| |                         |                      |                |                                 |                            |  |
| 4 | L'escapatòria           | Guy Ferland          | Norman Morrill | 13 de juny de 2007              | ?                          |  |
| Jay i Tyler segueixen el rastre d'en Will fins al seu poble natal, Deer Harbor, a Maine. Troben una dona que planejava escapar-se amb ell després de l'atemptat i també altres col·laboradors. La recerca, però, comportarà un perill mortal. L'FBI descobreix més proves del bombardeig a Nova York. |                         |                      |                |                                 |                            |  |
| |                         |                      |                |                                 |                            |  |
| 5 | Els gestos delators     | Sergio Mimica-Gezzan | Michael Ailamo | 20 de juny de 2007              | ?                          |  |
| Les investigacions d'en Jay i en Tyler els duen fins a Boston, on troben una caixa de seguretat blindada amb els àlies de Will i algunes proves de l'atemptat. En Will torna a aparèixer en escena, però és capturat i interrogat pels seus caps. L'FBI arresta una persona clau, que demostrarà que la conspiració va molt més enllà d'en Jay i en Tyler. |                         |                      |                |                                 |                            |  |
| |                         |                      |                |                                 |                            |  |
| 6 | Informació privilegiada | Fred Gerber          | Eli Talbert    | 27 de juny de 2007              | ?                          |  |
| En Tyler i en Jay s'arrisquen a ser capturats quan tornen a Nova York per analitzar possibles connexions financeres amb l'atemptat. Mentrestant en Will es disposa a venjar la mort de la seva xicota i frustrar la conspiració. Finalment, un dels agents secrets de l'FBI podria estar implicat en les activitats d'en Will. |                         |                      |                |                                 |                            |  |
| |                         |                      |                |                                 |                            |  |
| 7 | La retrobada            | Tim Matheson         | Vanessa Reisen | 11 de juliol de 2007            | ?                          |  |
| En Jay i la Kim es veuen per primera vegada després de l'atemptat. Mentrestant, en Will persegueix l'assassí de la seva xicota per Nova York. Quan es descobreix que l'FBI està vinculat a l'atemptat, en Tyler ha d'impedir que en Jay i la Kim entreguin les proves a l'agent Marlow. |                         |                      |                |                                 |                            |  |
| |                         |                      |                |                                 |                            |  |
| 8 | L'intercanvi            | Paul A. Edwards      | Henry Robles   | 18 de juliol de 2007            | ?                          |  |
| El passat d'en Will surt a la llum quan es reuneix amb en Jay i en Tyler per eliminar en Jack Freed, l'artífex de l'atemptat al museu. Mentrestant, la Marlow és retirada del cas sense previ avís. |                         |                      |                |                                 |                            |  |
| |                         |                      |                |                                 |                            |  |

## La cancel·lació
Després de la primera temporada de vuit episodis, l'ABC va decidir no donar-li a la sèrie una segona temporada a causa dels suposades males qualificacions, que hi va haver en part, per la falta de fe i promoció per part de la mateixa cadena. Molts crítics van dir que Traveler podia ser un gran èxit però que ABC no va jugar bé les seves cartes i va perdre una gran oportunitat. Ara els fans intenten fer que  TNT compri el show i el retransmeti.